# Gstadt am Chiemsee
Gstadt am Chiemsee är en kommun och ort i Landkreis Rosenheim i Regierungsbezirk Oberbayern i förbundslandet Bayern i Tyskland.
Kommunen ingår i kommunalförbundet Breitbrunn am Chiemsee tillsammans med kommunerna Breitbrunn am Chiemsee och Chiemsee.